# Stephen Marche

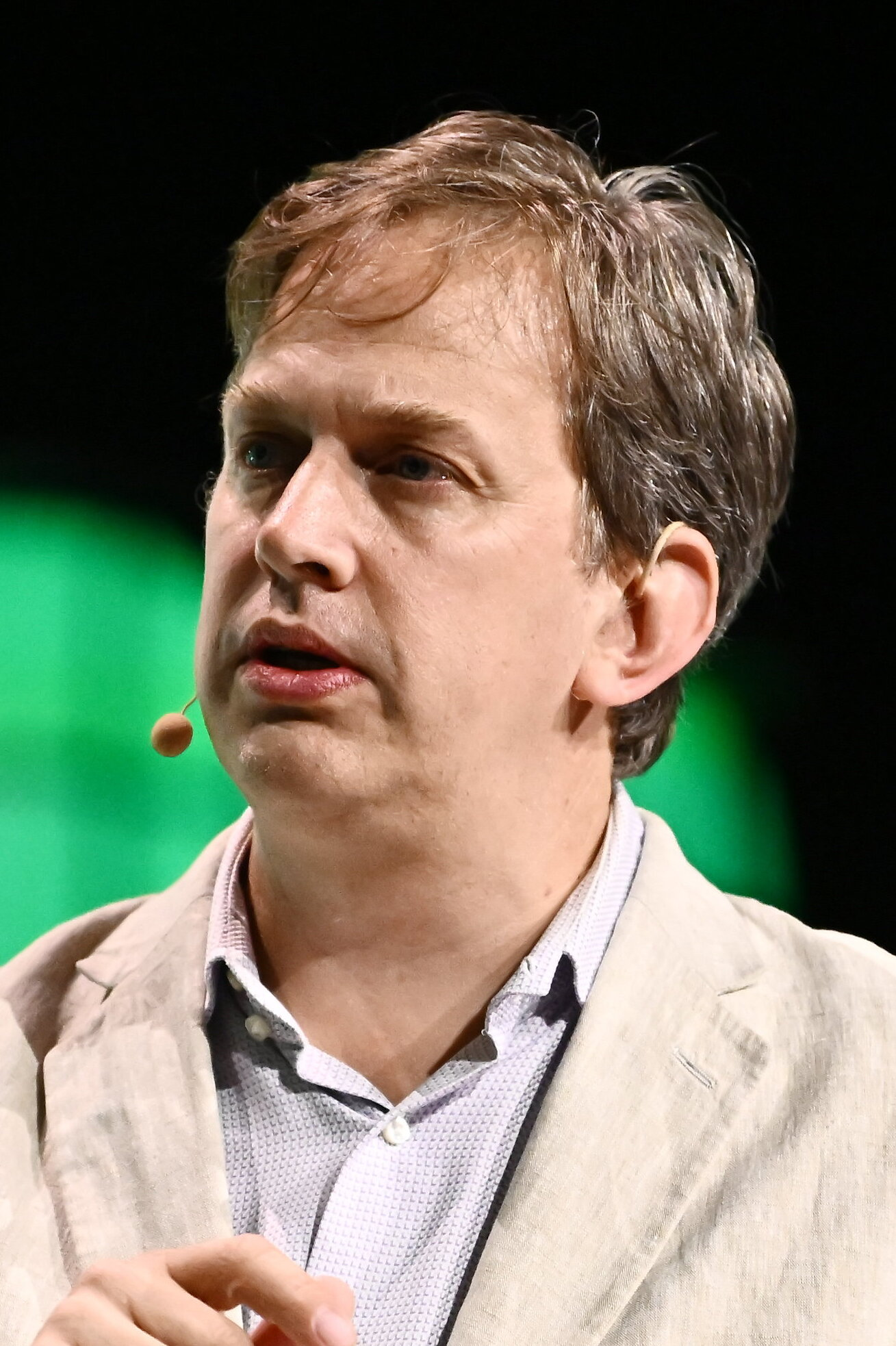

Stephen Marche (/mɑːrʃ/ MARSH; nascido em 1976) é um romancista, ensaísta, jornalista e comentador cultural canadiano. Marche é ex-aluno da Universidade King's College e da City College of New York (CUNY). Em 2005, recebeu um doutoramento em drama inglês moderno pela Universidade de Toronto. Marche ensinou teatro renascentista na CUNY até 2007, quando se demitiu para escrever em tempo integral.

## Carreira como escritor
Marche é editor colaborador da Esquire, para a qual escreve uma coluna mensal intitulada "A Thousand Words about Our Culture" (em português). Em 2011, esta coluna foi finalista do prémio da American Society of Magazine Editors para colunas e comentários. Os artigos de Marche também aparecem no The New York Times,[carece de fontes?] The New Yorker,[carece de fontes?] The Atlantic, The Walrus,[carece de fontes?] The Guardian, e outras publicações.[carece de fontes?]
O romance Raymond e Hannah de Marche foi publicado em 2005. Uma antologia de contos ligados por um elemento de enredo comum, Shining at the Bottom of the Sea, lançada em 2007. How Shakespeare Changed Everything foi publicado em 2011. Outro romance, The Hunger Of The Wolf, foi publicado em fevereiro de 2015. A opinião de Marche sobre o estado das relações homem-mulher no século XXI, he Unmade Bed: The Messy Truth About Men and Women in the Twenty-First Century, foi publicada em março de 2017 com contribuições da sua esposa.
Marche escreveu um artigo de opinião publicado pelo The New York Times em 14 de agosto de 2015, intitulado "The Closing of the Canadian Mind". Neste artigo Marche criticou Stephen Harper, o primeiro-ministro do Canadá, ligando-o a Rob Ford, ex-presidente da cidade de Toronto que estava envolvido num escândalo de crack. Marche também publicou um artigo de opinião no The New York Times em 25 de novembro de 2017, intitulado “The Unexamined Brutality of the Male Libido”, sobre os desafios e a necessidade do envolvimento masculino com o feminismo.
Marche escreveu um ensaio publicado pelo The New York Times Book Review em 26 de fevereiro de 2023, intitulado "A Writer's Lament: The Better You Write, the More You Will Fail". O ensaio discutiu a escrita e o fracasso e observou que o "fracasso" é normal para os escritores na maior parte do tempo, e que a perseverança quase obsessiva diante do fracasso na publicação é a marca de um verdadeiro escritor. Em particular, Marche observou que um escritor pode ter sucesso comercial às vezes, mas ainda assim, o seu melhor trabalho pode ser o maior fracasso (talvez só reconhecido após a morte de um escritor - usando Billy Budd de Melville como exemplo). No último parágrafo do ensaio, Marche escreveu: "Bons escritores oferecem conselhos. Grandes escritores oferecem condolências."

## Vida pessoal
Marche é casado com Sarah Fulford, ex-editora-chefe da revista Toronto Life. Fulford é filha do jornalista canadiano Robert Fulford. Marche e Fulford têm um filho e uma filha e moram em Toronto.[carece de fontes?]

### Romances
- (2005). Raymond and Hannah
- (2015). The Hunger of the Wolf
- (2023). The Last Election (coautorado com Andrew Yang)

### Ficção curta
- (2007). Shining at the Bottom of the Sea

### Não-ficção
- (2011). How Shakespeare Changed Everything
- (2017). The Unmade Bed: The Messy Truth About Men and Women in the Twenty-First Century
- (2022). The Next Civil War: Dispatches from the American Future (Edição Portuguesa: "A Próxima Guerra Civil - Notícias da América do futuro", 2024, Livros Zigurate, ISBN 9789893547847)
- (2023). On Writing and Failure: Or, On the Peculiar Perseverance Required to Endure the Life of a Writer (Field Notes)

### Ensaios e reportagens
- (Janeiro de 2013). "In praise of the new narcissism". Esquire.
- (14 de agosto de 2015). "The Closing of the Canadian Mind." The New York Times.
- (25 de novembro de 2017). "The Unexamined Brutality of the Male Libido." The New York Times.
- (10 de setembro de 2018). "Al Qaeda Won" Foreign Policy.
- (20 de abril de 2019). "The 'debate of the century': what happened when Jordan Peterson debated Slavoj Žižek". The Guardian.